# Kleine monarchvlinder
De kleine monarchvlinder (Danaus chrysippus) is een vlinder uit de familie Nymphalidae (vossen, parelmoervlinders en weerschijnvlinders) en de onderfamilie Danainae. De hoofdkleur is oranje, met zwarte vleugelpunten waarin grote witte vlekken zitten. De spanwijdte varieert van 70 tot 80 millimeter. Het is een soort uit de Oude Wereld.

## Naam
De wetenschappelijke naam van de soort werd door Carl Linnaeus in 1758 in de tiende druk van Systema naturae geldig gepubliceerd als Papilio chrysippus. Linnaeus gaf hier alleen een nomen specificum legitimum (beschrijvende naam) en geen beschrijving maar wél twee referenties naar auteurs die eerder over de soort publiceerden. De eerste daarvan is John Ray, wiens Historia insectorum in 1710 postuum verscheen. Linnaeus verwijst naar de 1e soort van pagina 139 van dat werk. Ray gaf hier naast een beschrijvende naam ook de eerste beschrijving, in het Latijn, van (de vleugels van) de soort. De tweede referentie is naar George Edwards, wiens A Natural History of Uncommon Birds, deel 4, in 1751 verscheen. Linnaeus verwees naar pagina en plaat 189. Edwards gaf een beschrijving, in het Engels, en een duidelijke plaat waarop zowel de onder- als de bovenzijde van de vlinder afgebeeld zijn. Als verspreidingsgebied noemde Linnaeus Egypte en Amerika. Dat laatste was een overname van Rays foutieve vermelding.
De naam chrysippus komt uit de Griekse mythologie en verwijst naar een van de zonen van Aigyptos. Linnaeus noemt de meerderheid van de soorten uit de groep Danai festivi naar zonen van Aegiptos, en maakt daarvan expliciet melding onderaan pagina 467 van Systema naturae.

## Verspreidingsgebied
Het verspreidingsgebied loopt van Afrika en de Europese kust van de Middellandse Zee via Zuid-Azië tot in Australië. De vlinder heeft een grote verscheidenheid aan waardplanten. Enkele geslachten van planten die door de rupsen worden gegeten zijn Asclepias, Ceropegia, Calotropis, Caralluma, Gomphocarpus en Secamone, alle uit de maagdenpalmfamilie.

## Historische afbeelding
Een 3500 jaar oude Egyptische fresco in Luxor toont een kleine monarchvlinder. Het is daarmee vermoedelijk de oudste afbeelding van een vlinder.

## Fotogalerij

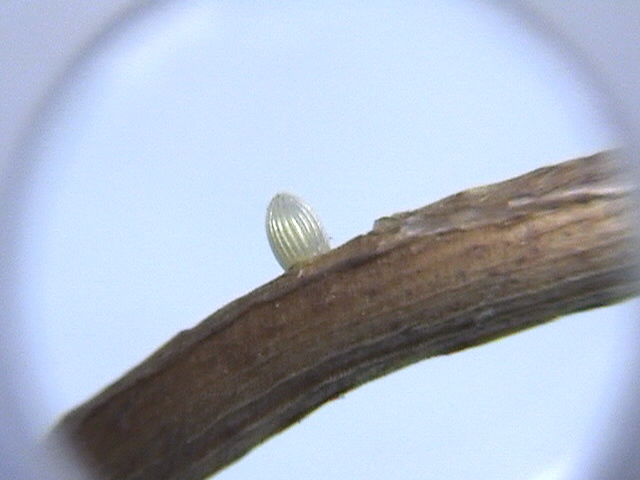
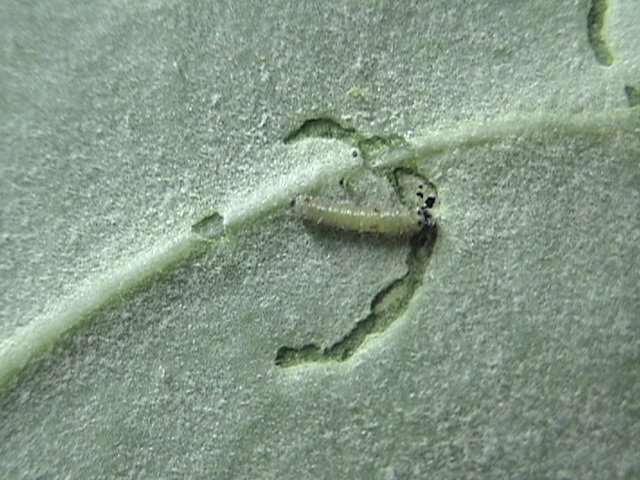
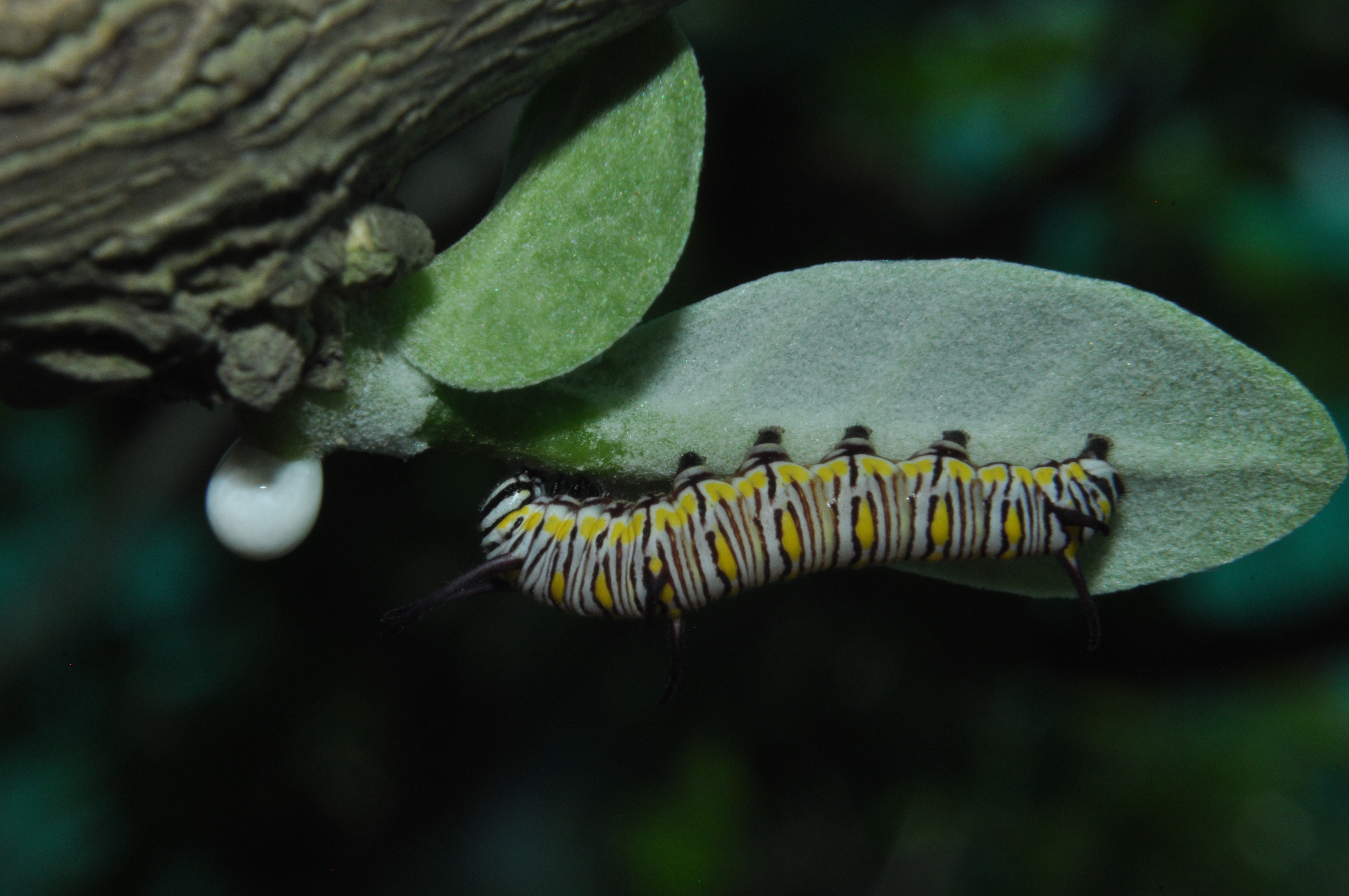
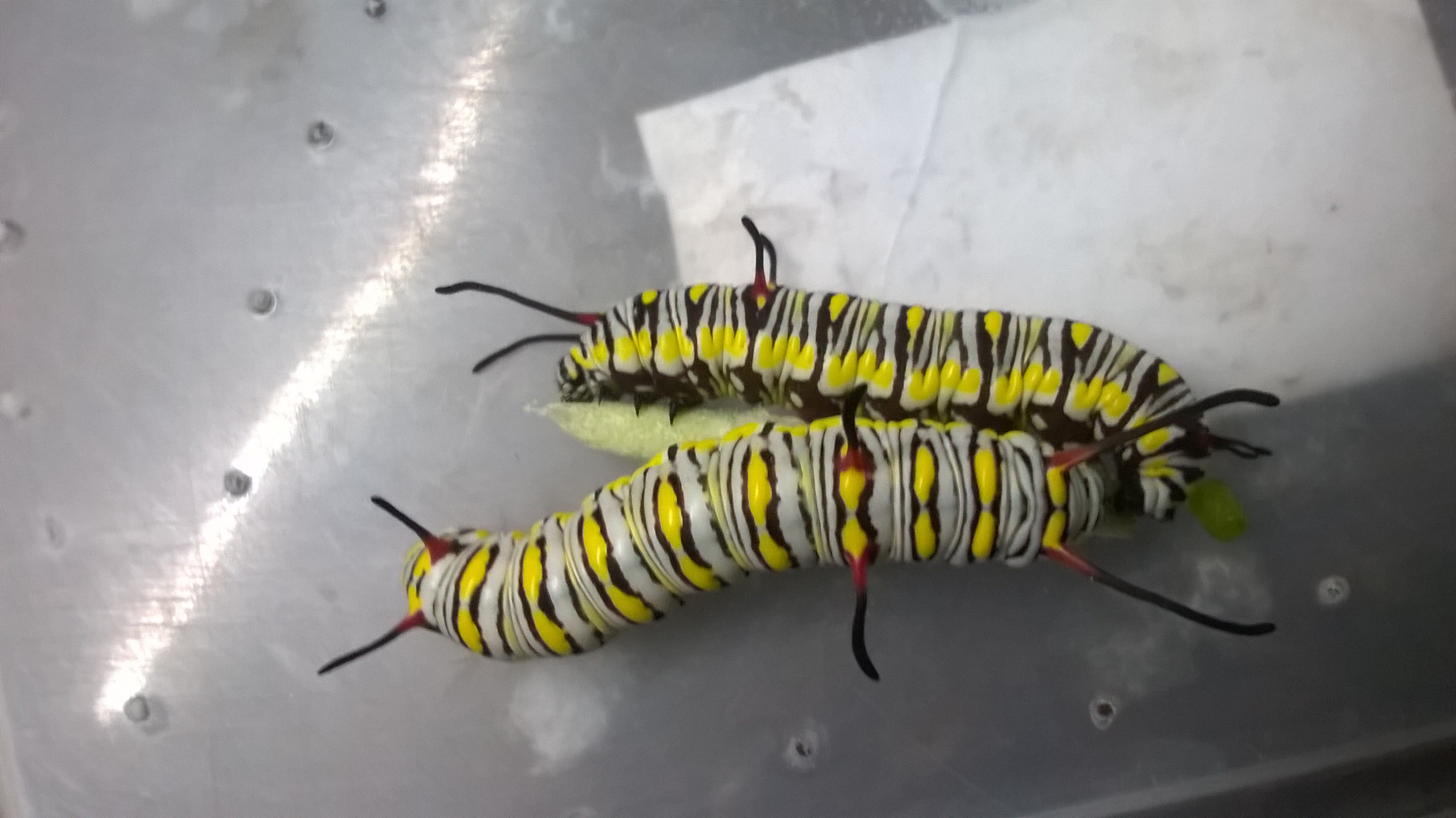
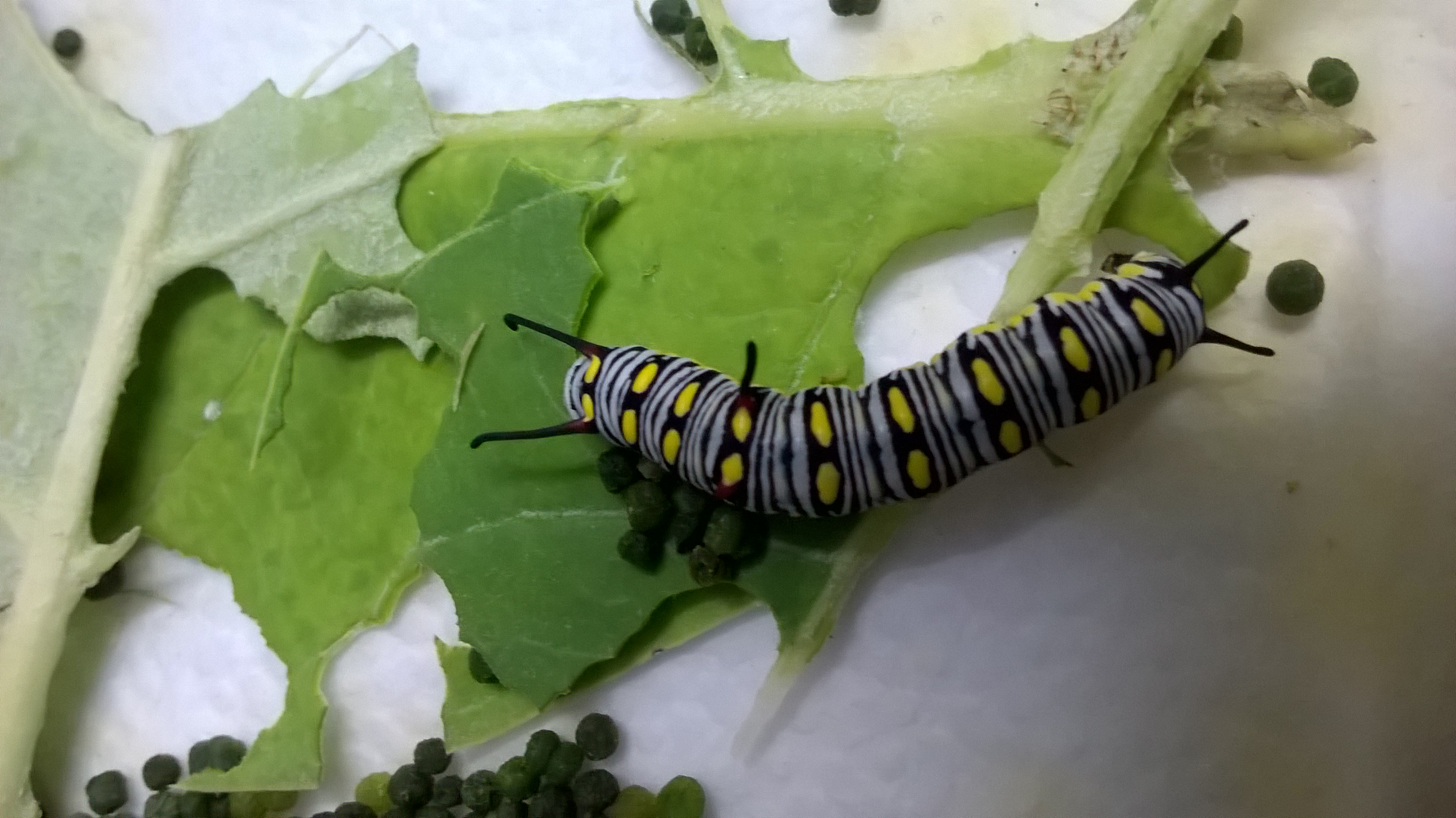
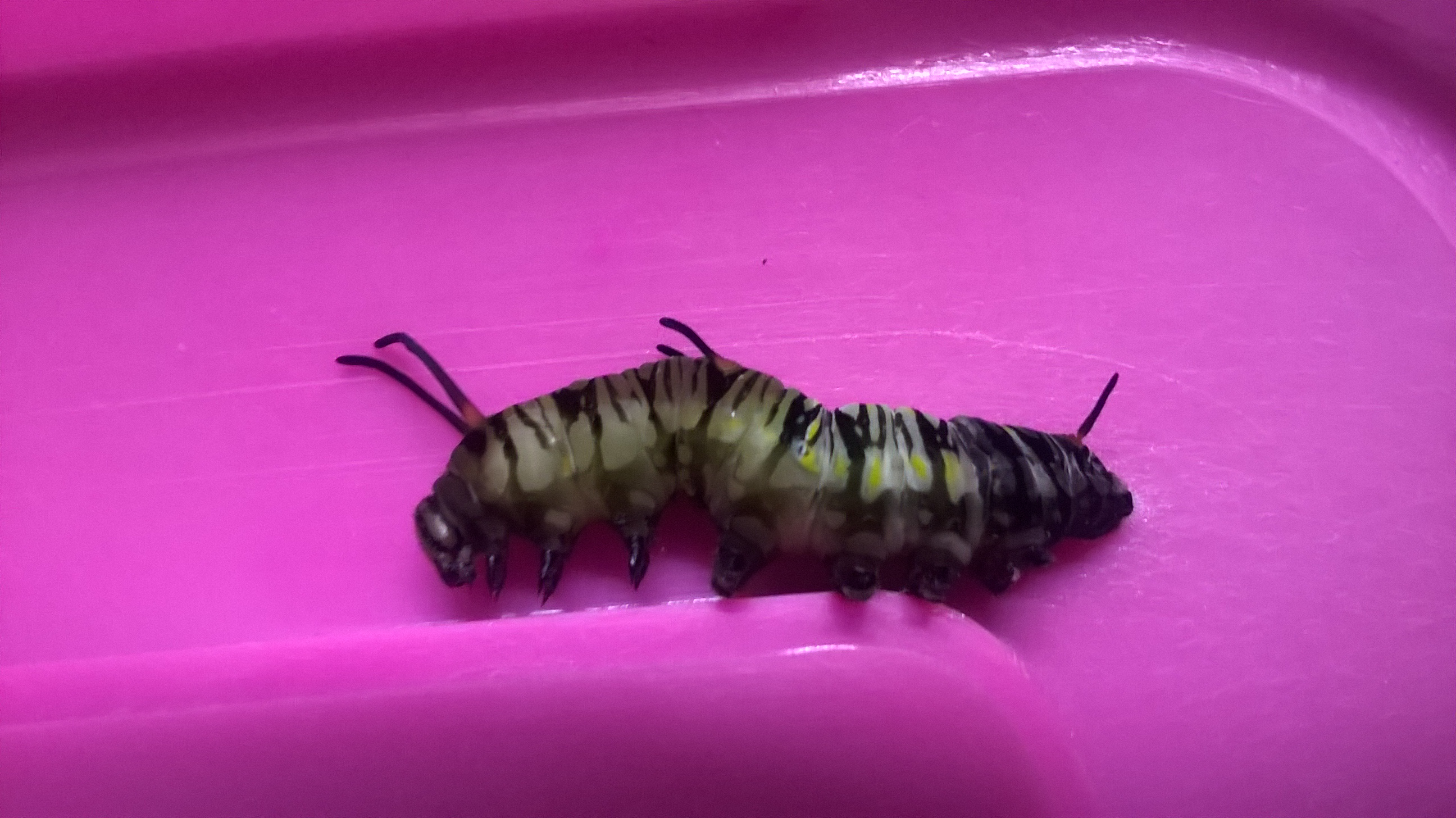
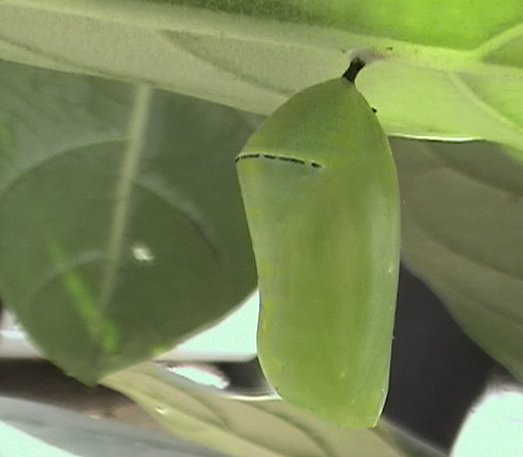
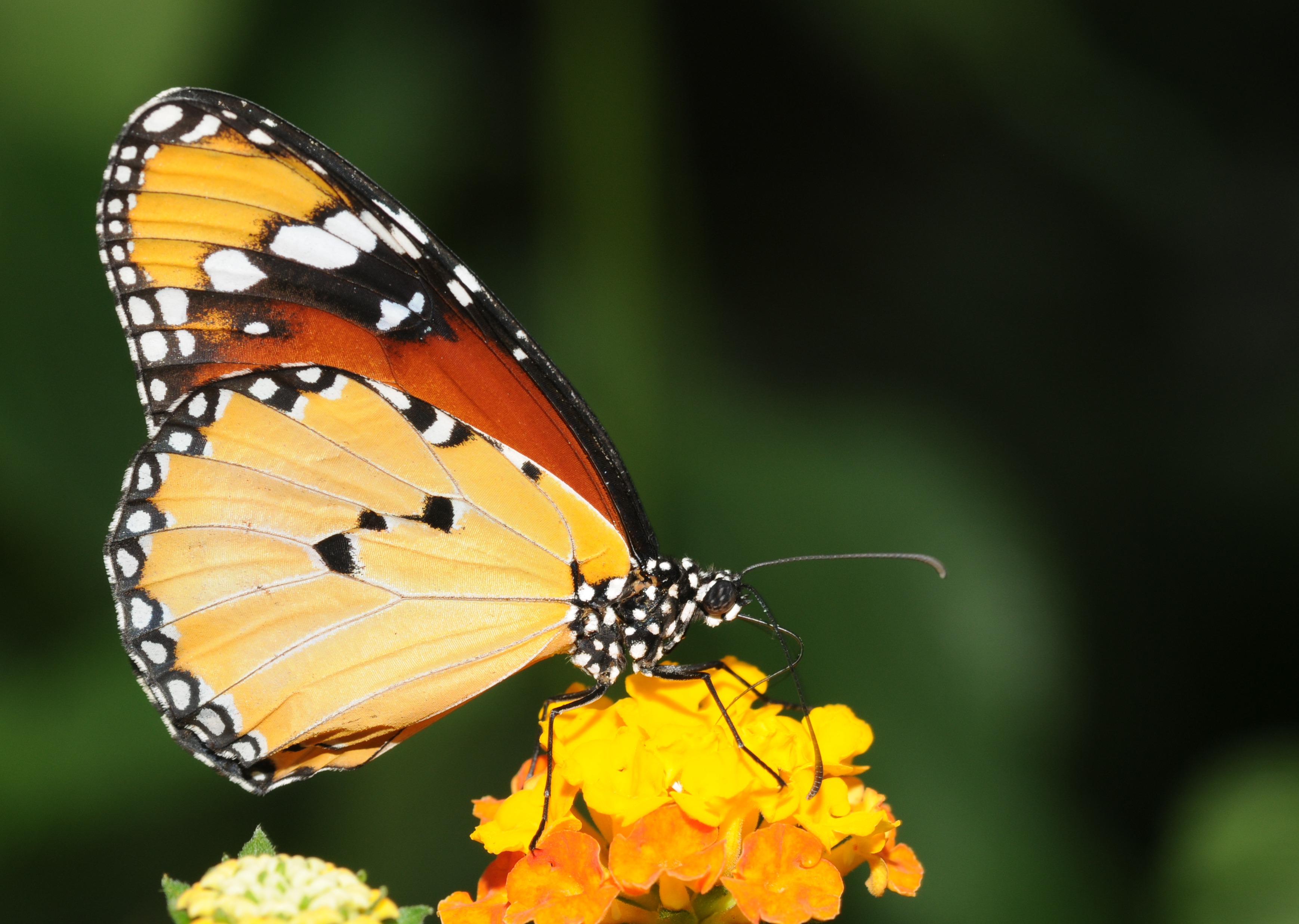
Onderzijde vrouwtje
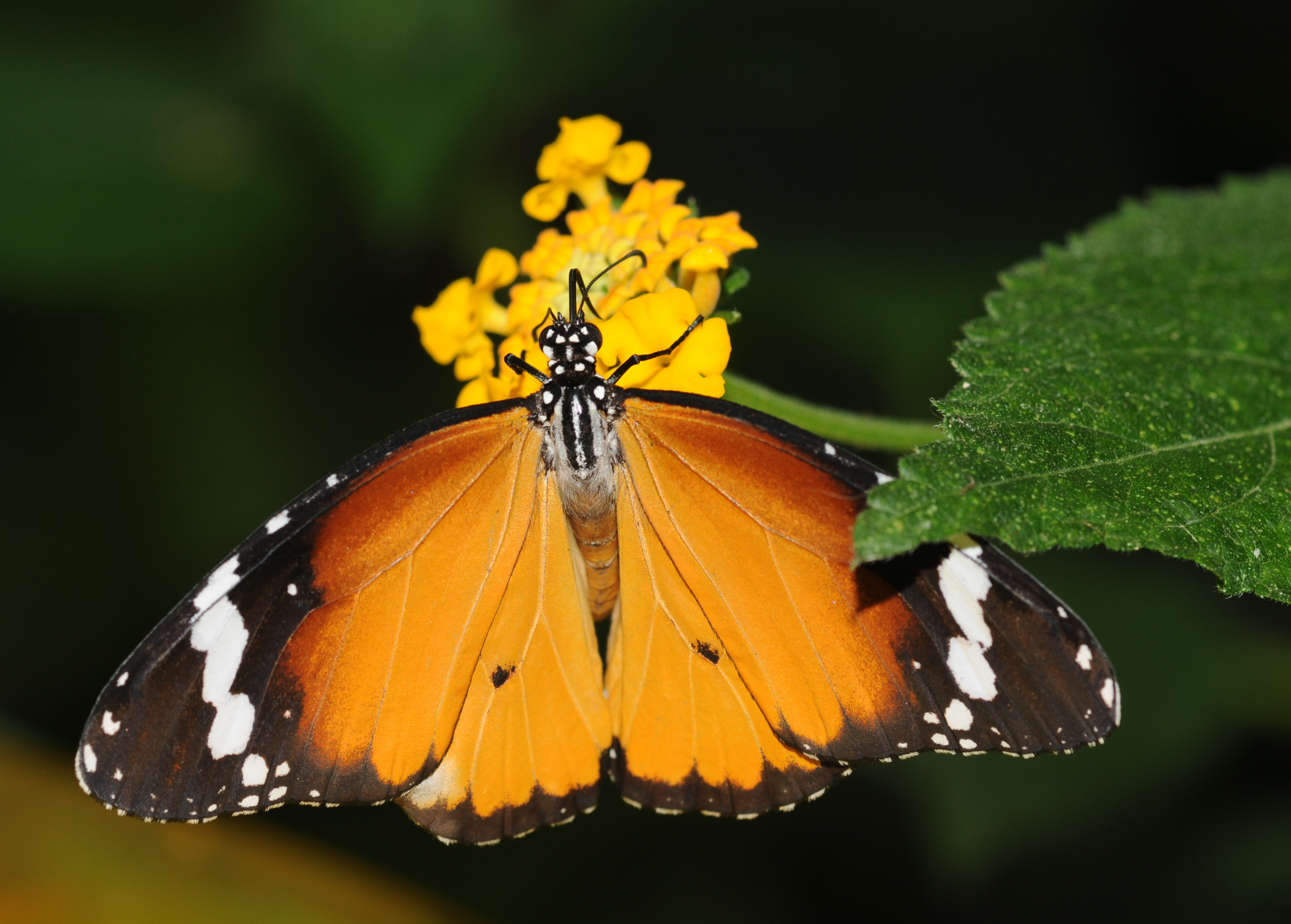
Vrouwtje
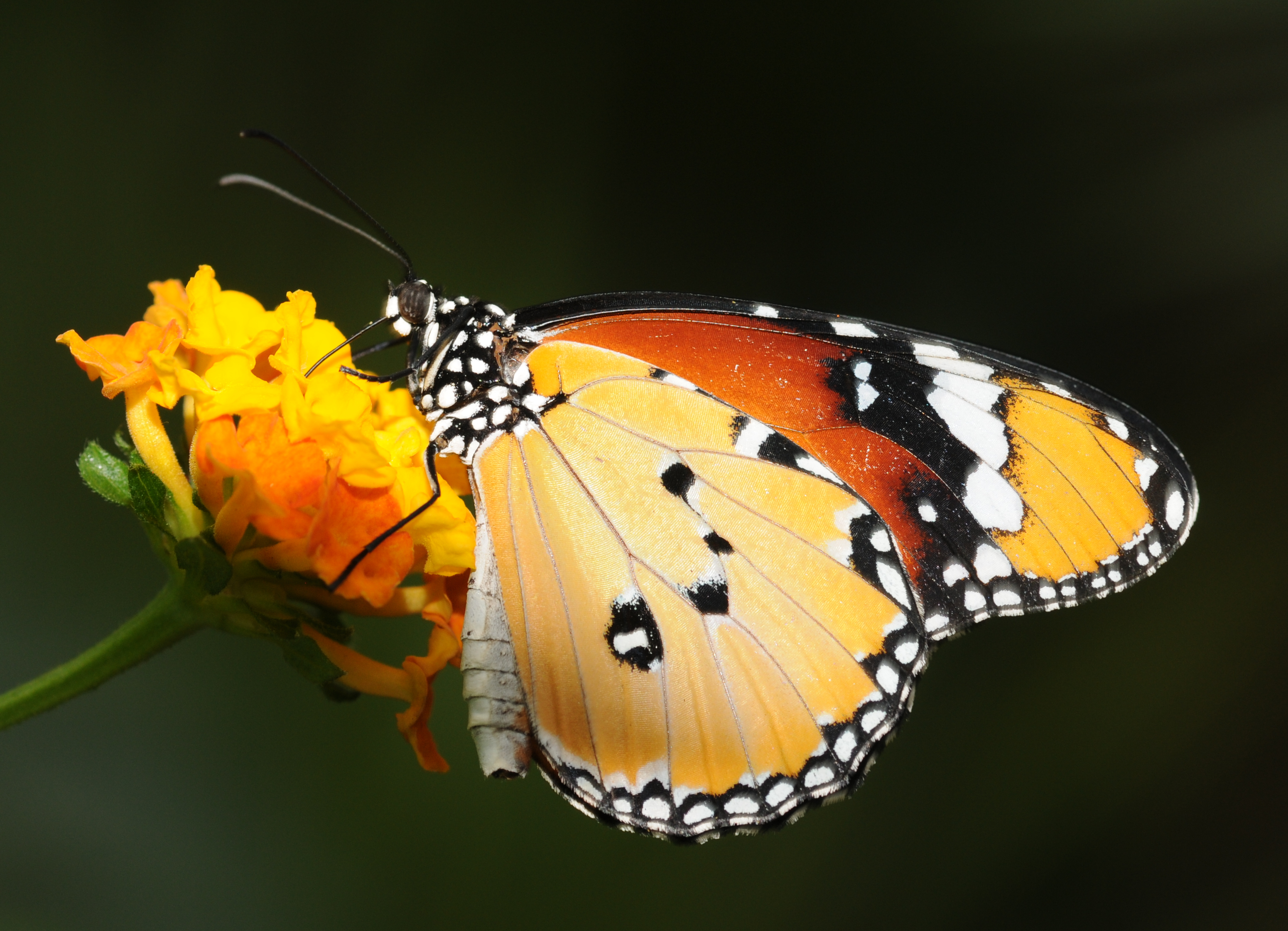
Onderzijde mannetje
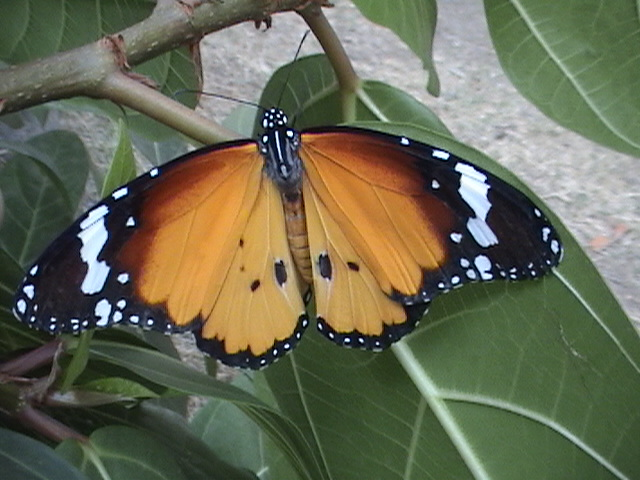
Mannetje
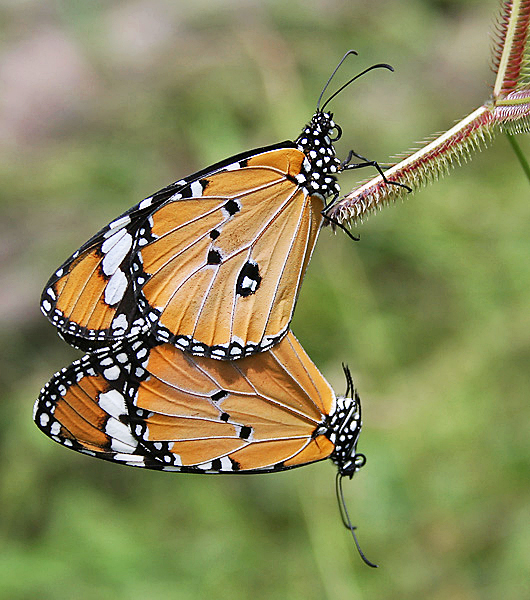
Paring